# Pro ljubov
Pro ljubov (russisk: Про любовь, da.: Om kærlighed) er en russisk spillefilm fra 2015 instrueret af Anna Melikjan.

## Medvirkende
- Renata Litvinova
- Vladimir Masjkov
- Kristina Isajkina
- Mikhail Jefremov
- Marija Sjalajeva som Lena Gratjova
- Vasilij Raksja som Igor Petrov